# Arrigo Miglio

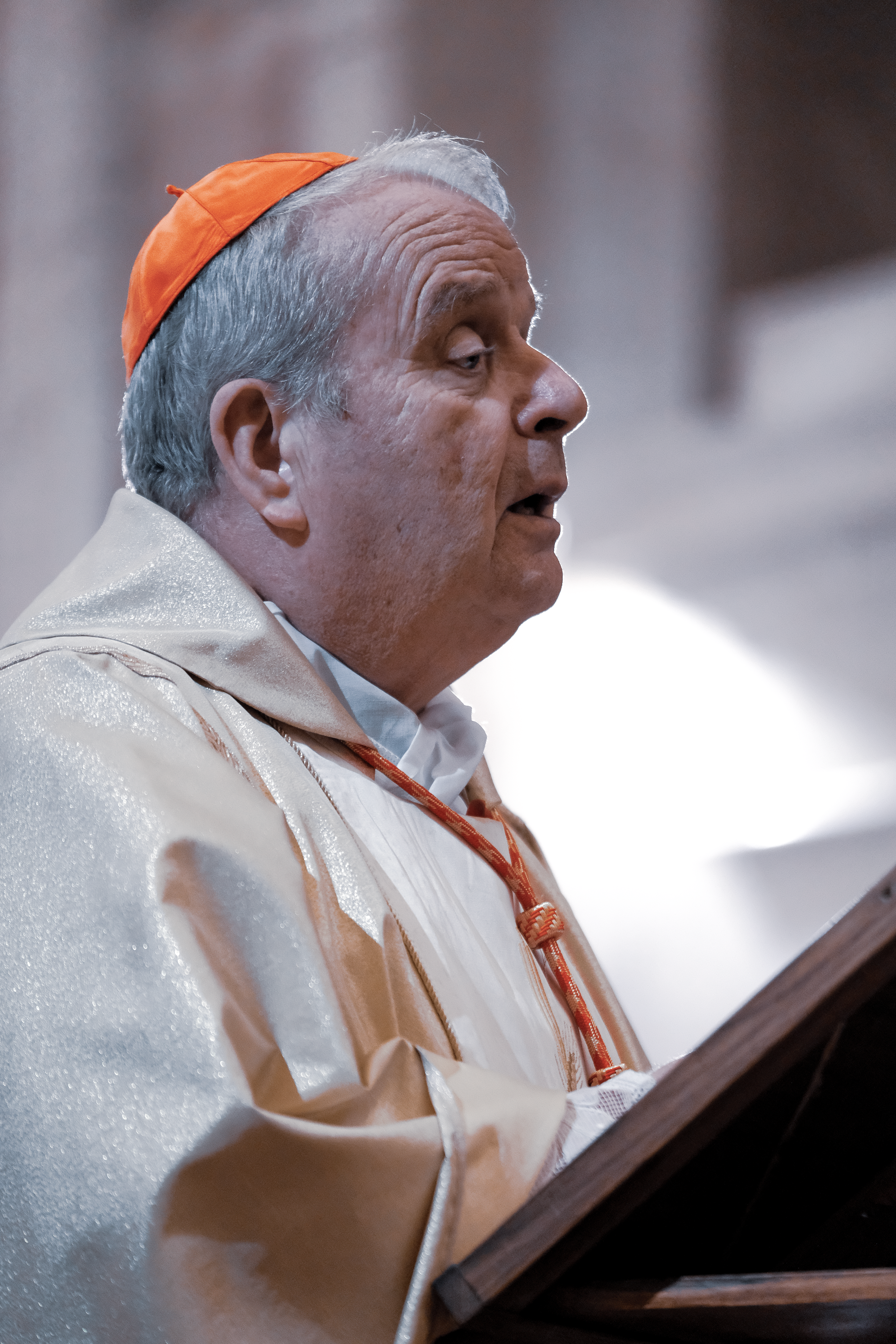
Arrigo Kardinal Miglio (2022)

Kardinalswappen (seit 2022)

Arrigo Kardinal Miglio (* 18. Juli 1942 in San Giorgio Canavese) ist ein italienischer Geistlicher und emeritierter römisch-katholischer Erzbischof von Cagliari.

## Leben
Arrigo Miglio empfing am 23. September 1967 die Priesterweihe.
Papst Johannes Paul II. ernannte ihn am 25. März 1992 zum Bischof von Iglesias. Der Bischof von Ivrea, Luigi Bettazzi, spendete ihm am 25. April desselben Jahres die Bischofsweihe; Mitkonsekratoren waren Ottorino Pietro Alberti, Erzbischof von Cagliari, und Giovanni Cogoni, Altbischof von Iglesias. Als Wahlspruch wählte er “Gaudium vestrum impleatur” (Joh 15,11 , deutsch: „(damit) eure Freude vollkommen wird“)
Am 20. Februar 1999 ernannte ihn der Papst zum Bischof von Ivrea. Papst Benedikt XVI. ernannte ihn am 25. Februar 2012 zum Erzbischof von Cagliari.
Arrigo Miglio ist Mitglied des Ritterordens vom Heiligen Grab zu Jerusalem. 2012 wurde er durch Kardinal-Pro-Großmeister Edwin Frederick O’Brien zum Großprior der Statthalterei Sardena ernannt.
Papst Franziskus nahm am 16. November 2019 seinen altersbedingten Rücktritt an.
Im Konsistorium vom 27. August 2022 nahm ihn Papst Franziskus als Kardinalpriester mit der Titelkirche San Clemente in das Kardinalskollegium auf. Die Besitzergreifung seiner Titelkirche fand am 23. November desselben Jahres statt. Wegen der Überschreitung der Altersgrenze von 80 Jahren ist er bei einem Konklave nicht wahlberechtigt.
Vom 6. Oktober 2022 bis zum 9. Februar 2025 verwaltete er das vakante Bistum Iglesias als Apostolischer Administrator.